# When Dream and Day Unite
When Dream and Day Unite ist das erste Studioalbum der US-amerikanischen Progressive-Metal-Band Dream Theater. Es ist am 6. März 1989 erschienen und ist bis heute eins von bislang drei Alben der Gruppe, welches kein Lied mit einer Länge von über 10 Minuten beinhaltet, als auch das kürzeste Studioalbum der Band von der Gesamtlänge her.

## Hintergrund
Das Album wurde im Sommer 1988 in den Kajem/Victory Studios in Gladwyne, Pennsylvania aufgenommen, in denen auch kurz vorher Operation: Mindcrime von Queensryche entstanden war. Es ist das einzige Album der Band mit Sänger Charlie Dominici, der schon beim folgenden Album Images and Words von James LaBrie abgelöst wurde.
Erst kurz nach den Aufnahmen des Albums entschied sich die Band, den Namen von „Majesty“ in „Dream Theater“ umzubenennen, da eine Band mit gleichem Namen bereits existierte. Der Name stammt von einem ehemaligen Kino in Monterey und wurde von Portnoy’s Vater vorgeschlagen.
Am 2. März 2002 erschien eine überarbeitete Version des Albums. Zum 15-jährigen Jubiläum des Albums führten Dream Theater When Dream and Day Unite (von James LaBrie gesungen) in der zweiten Halbzeit des Konzerts am 6. März 2004 im Pantages Theatre in Los Angeles auf. Die Zugabe (mit To Live Forever und Metropolis Pt.1) wurde bei diesem Konzert mit den ehemaligen Bandmitgliedern Charlie Dominici und Derek Sherinian gespielt. Der ganze Auftritt wurde aufgenommen und erschien später auf der CD und DVD When Dream and Day Reunite über das damalige bandeigene Label YtseJam Records und im Jahr 2021 auch offiziell über InsideOut.

## Titelliste
1. A Fortune in Lies (Dream Theater/John Petrucci) – 5:12
2. Status Seeker (Dream Theater/Charlie Dominici, John Petrucci) – 4:15
3. Ytse Jam (John Petrucci, John Myung, Kevin Moore, Mike Portnoy) – 5:43 (Instrumental)
4. The Killing Hand (Dream Theater/John Petrucci) – 8:40
  - I. The Observance
  - II. Ancient Renewal
  - III. The Stray Seed
  - IV. Thorns
  - V. Exodus
5. Light Fuse and Get Away (Dream Theater/Kevin Moore) – 7:23
6. Afterlife (Dream Theater/Charlie Dominici) – 5:27
7. The Ones Who Help to Set the Sun (Dream Theater/John Petrucci) – 8:04
8. Only a Matter of Time (Dream Theater/Kevin Moore) – 6:35

## Rezeption
Die britische Musikzeitschrift Classic Rock kürte das Album im Juli 2010 zu einem der 50 Musikalben, die den Progressive Rock geprägt haben.